# C29 (Namibië)
De C29 is een secundaire weg in het noordoosten van Namibië. De weg loopt van Omitara via Steinhausen naar Otjinene. In Omitara sluit de weg aan op de B6 naar Windhoek en Gobabis.
De C29 is 155 kilometer lang en loopt door de regio's Khomas en Omaheke.